# Disney's All-Star Music Resort
El hotel All-Star Music Resort es uno de los cinco resorts de la categoría "económicos" localizados en Walt Disney World Resort, cerca de Orlando, Florida. Este resort presenta un tema musical y es similar al Disney's All-Star Sports Resort, Disney's All-Star Movies Resort y Disney's Pop Century Resort. Está decorado con figuras gigantes tales como guitarras, trompetas y baterías. Está localizado en la porción sur de la propiedad de Walt Disney World Resort. Una de las piscinas posee forma de guitarra, y la segunda forma de piano; una especie de jardín de rosas separa los dos tipos de edificios, cuyas habitaciones están tematizadas con motivos de música calypso, jazz, rock, shows de Broadway, y música country. El tema musical, se adapta a los forros de paredes, cuadros y respaldos de camas de las habitaciones. Esto es generalmente similar al resto de los demás hoteles en la categoría, aunque el All-Star Music, está adaptado a los huepedes adultos. También, este resort es el más grande entre los tres resorts All-Star hermanos.
El resort posee un local de comidas, llamado "Intermission Food Court",  una tienda de souvenirs de nombre "Maestro Mickey". Maestro Mickey ofrece snaks, bebidas, comidas y también obsequios de Disney. El restaurante ofrece varias clases de alimentos además de pizza y pasta.
Muchas habitaciones poseen dos camas dobles. Una cantidad limitada de habitaciones poseen camas de dosel. También existen habitaciones para discapasitados, además de planchas y tablas de planchar, cajas fuertes, secadores y delivery de pizza. También se ofrecen refrigeradores y Wi-Fi gratuito, como en algunos parques temáticos.

## Suites familiares
En Disney's All-Star Music Resort, algunas habitaciones estándar fueron convertidas en suites familiares en las que pueden hospedarse 6 huéspedes. Las nuevas suites ofrecerán cocina con microondas y dos baños. Las suites fueron añadidas a los edificios Jazz Inn 2 y 9 también en los edificios Calypso 1 y 10 abrieron a finales de 2006. Un total de 192 suites serán habiertas al final.